# Joseph Dowler
Joseph Dowler (Rushden, Northamptonshire, 1 de febrer de 1879 – Plaistow, Londres, 13 de febrer de 1931) va ser un esportista anglès que va competir a primers del segle xx. Especialista en el joc d'estirar la corda, guanyà dues medalles en aquesta competició en dues participacions en els Jocs Olímpics.
El 1908 va prendre part en els Jocs Olímpics de Londres, on guanyà la medalla de bronze en la prova del joc d'estirar la corda formant part de l'equip Metropolitan Police "K" Division.
El 1912, a Estocolm, guanyà una nova medalla, en aquesta ocasió de plata, en la mateixa prova.